# Royaume du Fouta-Toro
 (octobre 2018).
avant 850 – 1881
Entités précédentes :
- Royaume Tekrour

Entités suivantes :
- Imamat de Fouta-Toro

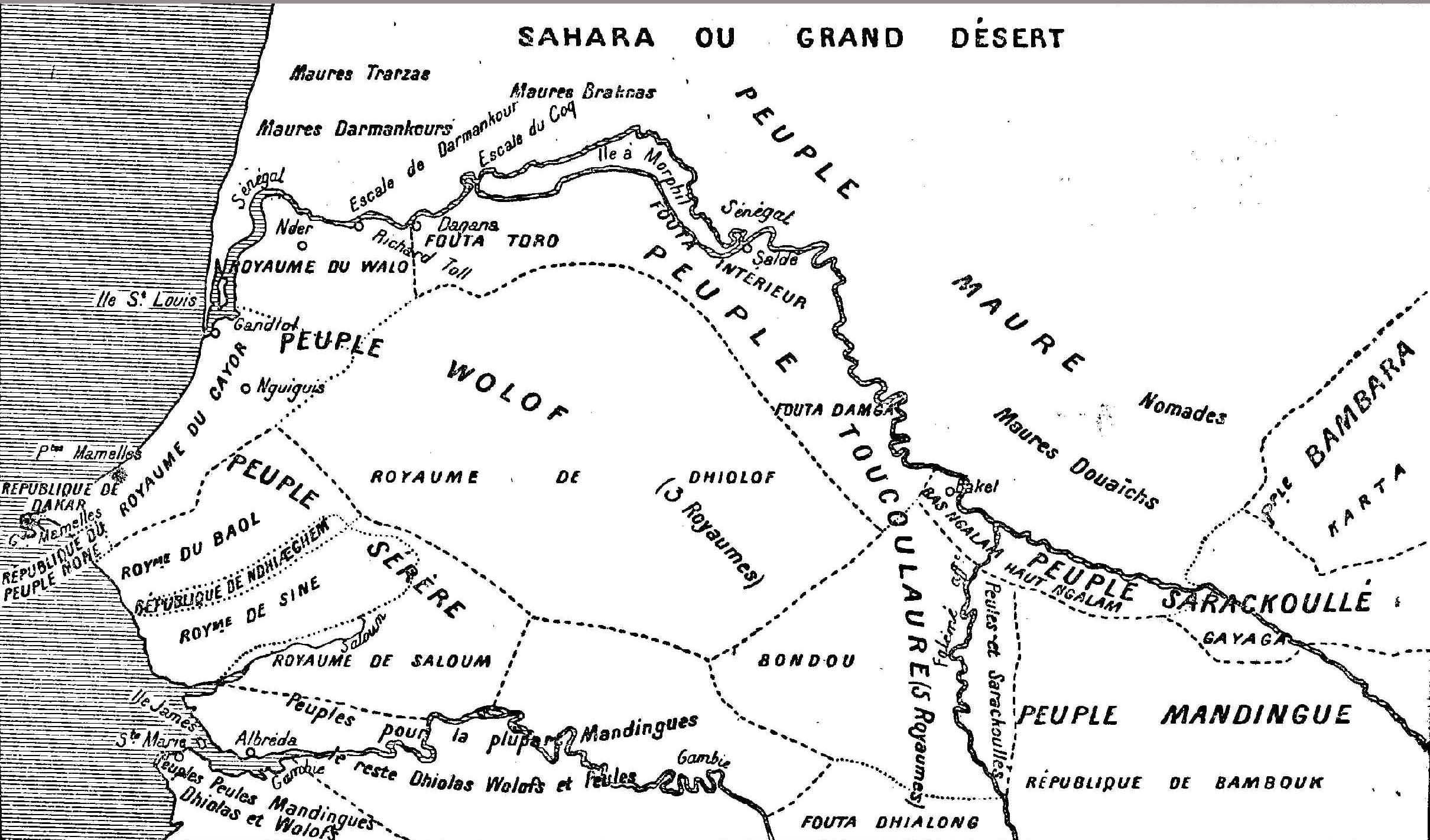
Carte des peuplades du Sénégal de l'abbé Boilat (1853)

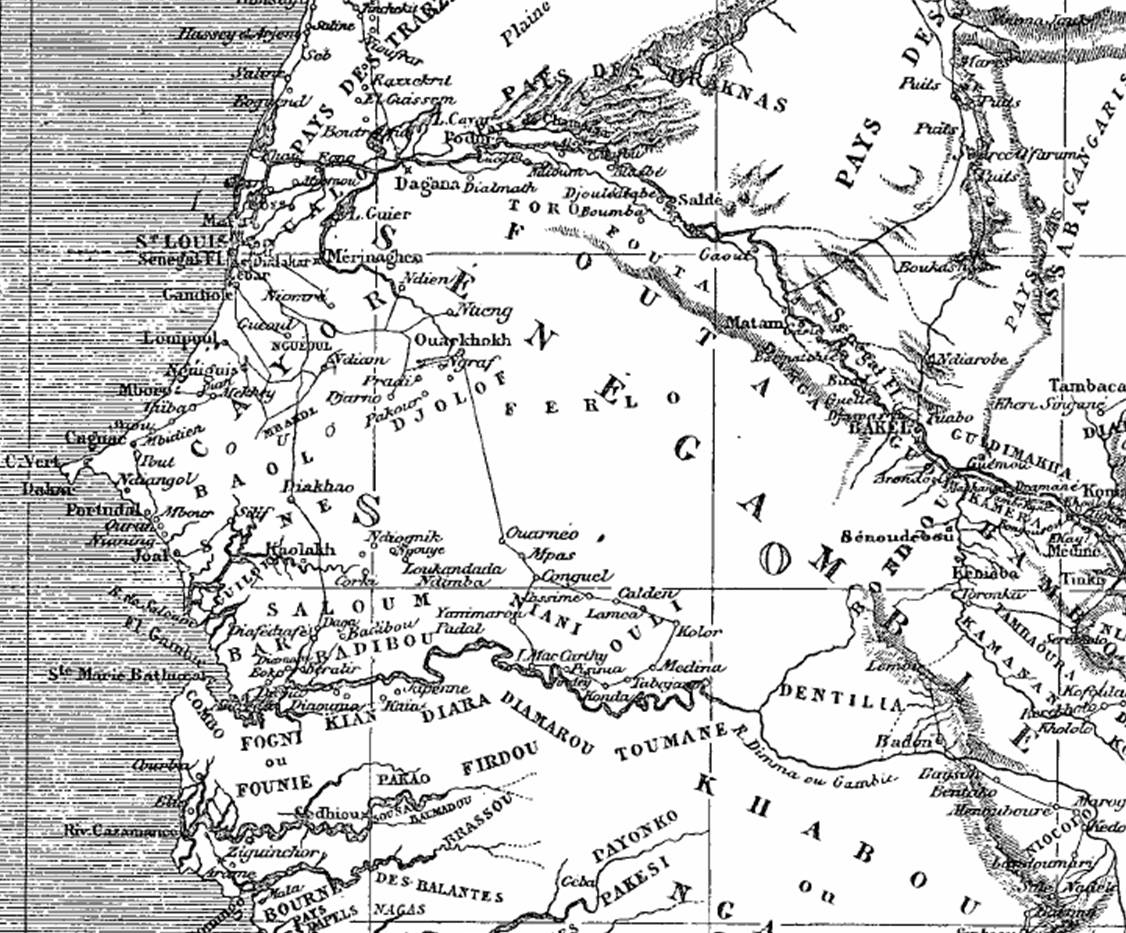
Localisation du Fouta Toro sur une carte de 1860.

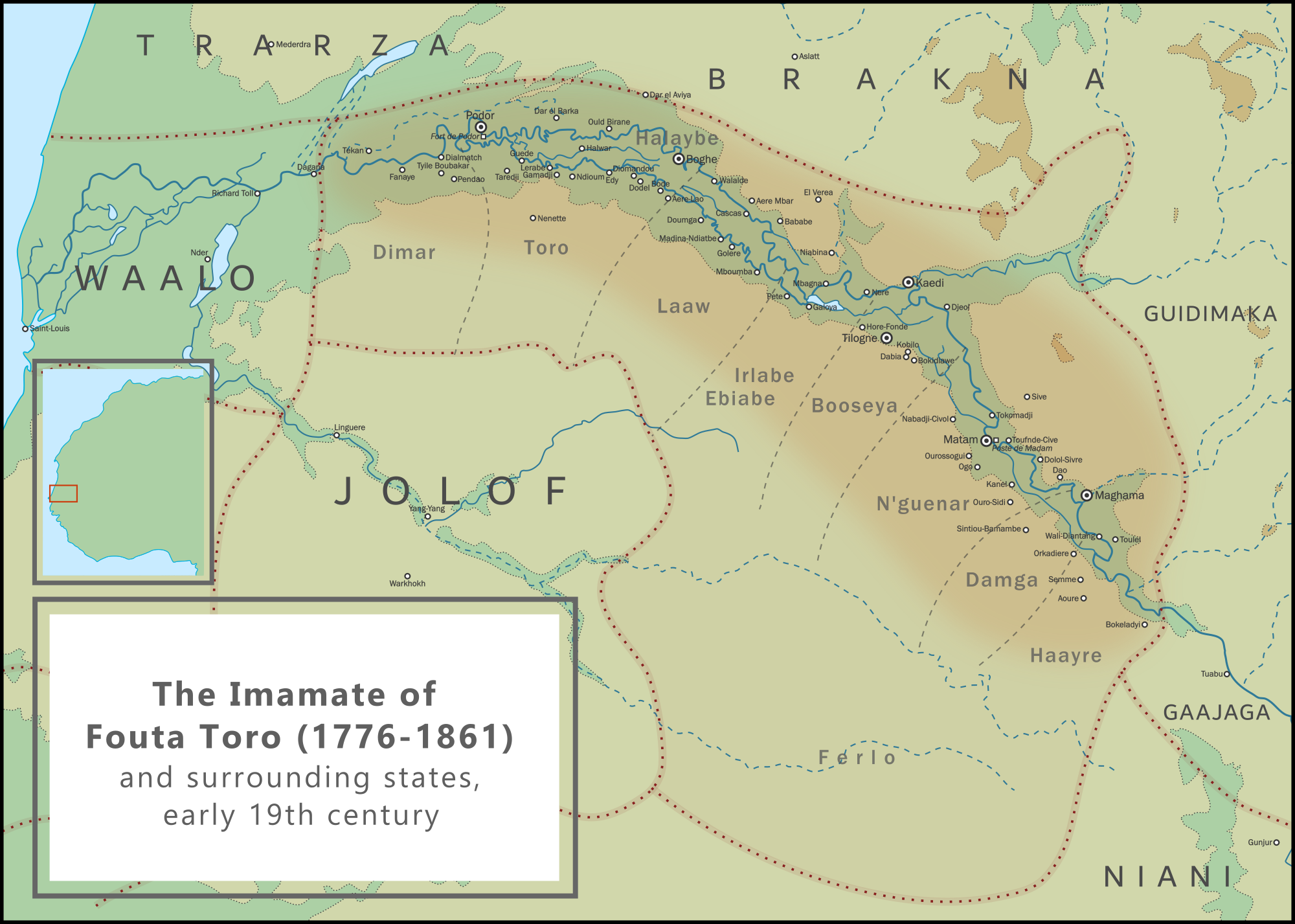
Imamat de Fouta-Toro vers 1800-1820.

Le royaume du Fouta-Toro (parfois Fuuta Tooro en sérère et fula; en arabe : فوتا تورو) est un ancien royaume et un territoire historique situé dans le nord du Sénégal actuel et au sud de la Mauritanie actuelle autour du cours moyen du fleuve Sénégal. Les habitants du Fouta-Toro sont appelés les Foutankobé (Foutanké au singulier). Le royaume s'étendait à peu près de l'actuelle Bakel jusqu'à Dagana.

## Géographie
Le Fouta-Toro était un royaume situé dans la vallée du fleuve Sénégal, sur la frontière méridionale de l'actuelle Mauritanie et septentrionale de l'actuel Sénégal où avait été fondé plus anciennement le royaume du Tekrour. 
Sous l'empire du Ghana, le Tekrour était la zone la plus peuplée du Sénégal. À ce moment-là, bon nombre d'ethnies, notamment les Wolofs et les Soninkés, vivaient en ces lieux, c'est pourquoi ils sont présents dans ces régions aujourd'hui.

## Histoire

### Origine, le royaume du Tekrour
Le Fouta-Toro est le royaume héritier du Tekrour médiéval qui occupe la vallée du fleuve Sénégal entre le VIIe siècle et le XIVe siècle.
Le Fouta a ensuite été dirigé par diverses dynasties notamment, Sarakholé et Sérère qui se sont succédé de la chute de l'empire du Ghana jusqu'à l'arrivée du guerrier conquérant d'origine peule, Koli Tenguella.
- La dynastie des Dia-Ogo qui régna selon la tradition orale plusieurs siècles jusqu'au début de l'époque de l'empire du Ghana. Les Dia-Ogo étaient originaires de l'est, et sont d'abord passés par la Mauritanie, ils étaient forgerons. Les Dia-ogo gouvernaient également le Royaume du Njarmeew que les Peuls appellent Namandiru, plus au sud. C'était une dynastie qui maîtrisait la métallurgie.
- La dynastie des Manna, qui régna trois siècles, toujours pendant l'époque de l'empire du Ghana jusqu'au début de l'empire du Mali. Ils étaient originaires du Royaume de Diarra, royaume à l'époque vassal de l'empire du Mali. Les Manna étaient d'origine Soninké (de clan Soumaré). D'après les traditions orales, cette dynastie était musulmane, contrairement aux plus anciennes, de religion traditionnelle. Selon la tradition, ce fut le roi manna, War Jabi (le Ouardjai de El Bekri), qui fut le premier souverain musulman du Tékrour.
- La dynastie des Tondyon, d'origine sérère. Ils ont régné un siècle, au XIVe et XVe siècles. Ils étaient de religion traditionnelle et se convertirent à l'islam vers la fin de leur règne. Ils sont arrivés au pouvoir en renversant les Mannas après une longue lutte.
- La dynastie suivante était divisée en trois groupes, les Lam-Termés les Lam-Taga- et les Lam-Toro de Elibana Birom Sall.

### Conquête du Tekrour par Koli Tenguella
Au milieu du XVIe siècle, Koli Tenguella renverse les différentes dynasties dans le Tékrour. Il créa et installa la dynastie des Deniankobé ou Denianke, une dynastie d'origine Peule. Très attachés à la spiritualité traditionnelle, les Déniankobé étaient de la classe sociale noble des Ceddo ou Sebbe. Koli Teŋella réussit à reprendre les terres prises par l'empire du Djolof, affaibli par ses luttes avec le Cayor qui voulait se libérer de l'emprise du Djolof. Il réussit également à défaire le lien de vassalité qu'exerçait le royaume de Diara, qui était lui-même vassal de l'empire songhai, sur le Fouta. Sa dynastie dura jusqu'à l'année 1776. C'est sous son règne que le royaume prit le nom de Fouta-Toro.

### Révolution des peuls Toroodo et chute de la dynastie Denianke

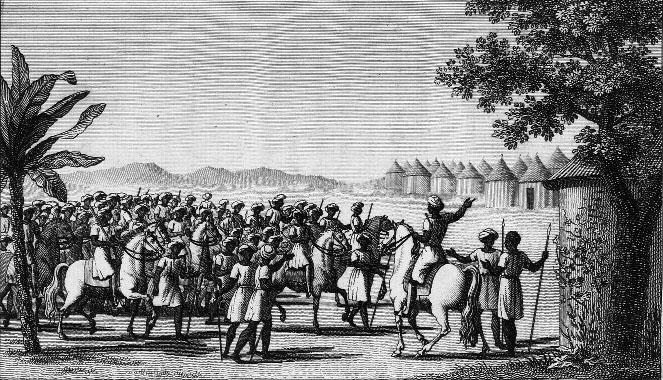
Vue de l'armée du Fouta Toro en marche (1818)

En 1776, les peuls, en très grande partie islamisés, lancèrent le djihad pour renverser la dynastie des Deniankobé. C'est à l'université de Pire Saniokhor que la révolution des peuls Toroodo trouve sa genèse. En effet, ce sont les élèves du maître Demba Fall qui seront les têtes pensantes du mouvement Torodo. Ces peuls dirigés par Souleymane Baal qui enclenchèrent la révolution Toroodo, Souleymane Baal fut vite remplacé par le marabout peul Toroodo Abdoul Kader Kane, qui lança des djihads dans divers royaumes au Sénégal, mais qui fut vaincu et retenu prisonnier par le damel du Cayor Amary Ngoné Ndella Fall mais le libéra quelques mois après sur conseil des sages Darmankos du Cayor. Les peuls Toroodos étaient très intolérants vis-à-vis de ceux qui pratiquaient la religion traditionnelle. L'islam est déclarée religion d'État du Fouta et celui-ci devient un Almamyat. Les peuls Toroodos abolirent l'exportation d'esclaves mais pas l'esclavage local. Du moins sous le pouvoir des deux premiers almamys. Ils souhaitaient une société égalitaire et islamisée. Durant le règne des peuls Torooros, le roi du Fouta-Toro portait le titre d'almamy. Il devait être un savant musulman, un grand marabout. Après l'assassinat de l'almamy Abdul après trente ans de règne, Les almamys suivants étaient sans cesse renversés, les toroodo étaient connus pour leurs éternels désaccords, ils étaient divisés en plusieurs clans rivaux, ils ont répandu l'anarchie au Fouta.
El Hadji Omar Foutihou Tall, né au Fouta près de Podor dans le village de Halwar, D'une famille d’érudits et enseignants du Coran et des traditions islamiques. Après avoir terminé ses études à l'âge de vingt-deux ans, il entreprit un voyage à la Mecque, lieu saint de l'Islam. Durant son voyage, il séjourna dans plusieurs pays du Moyen-Orient et du Maghreb. Il fut témoin de la prise du canal de Suez par les Britanniques, sous l'empire Ottoman. Il comprit les enjeux des aspirations coloniales de l'occident sur les territoires de l'empire Ottoman décadent. C'est ainsi que de retour en Afrique noire, au moment de la pénétration coloniale, il décida de s'opposer à toute forme de domination politique et culturelle de son peuple. Il entreprit d'unifier les peuples du Soudan du Sénégal et du Fouta sous la même culture islamique pour s'opposer à ce qu'il juge être une menace pour l’existence et l’identité de son peuple. Il entreprit une guerre pour islamiser tous les peuples d’Afrique de l’Ouest afin de contrecarrer l'expansion coloniale européenne.

### Conquête coloniale
En 1862, les Toucouleurs du Fouta (presque réduits au Laaw) se révoltèrent, menés par d'anciens partisans de El Hadj Omar Tall. En 1859, la partie occidentale, Dimar, fut incorporée à la colonie du Sénégal et le reste fut divisé en trois États, mais la partie la plus orientale, Damga, avec sa capitale à Matam, fut annexée à la France en 1860.
Les rebelles se dispersèrent dans le Damga, qu'ils pillèrent. Leur chef était Alpha Amadou Thierno Demba (Amadu Cerno Demba Li), qu'Omar avait désigné pour prendre le commandement en cas de guerre. Les troupes françaises quittèrent Saldé et atteignirent les villages des Bosseya, au cœur de la révolte. Les marins chassèrent les ennemis de leurs positions le 28 juillet 1862 et, le lendemain, ils avancèrent vers l'intérieur des terres, trouvant les Toucouleurs à Mbirboyan. Le gouverneur Jauréguiberry manœuvra habilement, mit les Toucouleurs entre deux feux et les vainquit. Les villes rebelles de Mbolo, Diaba-Maoundou et Oréfondé (alors capitale du pays et ancienne résidence d'El Hadj Omar Tall) furent incendiées.
Mais l'almamy rassembla davantage de troupes dans le Tooro-Laaw et le Dimar et pilla les populations favorables aux Français. Il avança vers Bokhol, près de Dagana, et à Loumbel, il affronta une colonne française le 22 septembre 1862, subissant une nouvelle défaite. Mais la chaleur et les pluies empêchèrent la poursuite de la campagne et les troupes françaises retournèrent à Saint-Louis du Sénégal. Le Fouta Toro était toujours en révolte et la rumeur se répandit qu'Omar venait à son secours avec une armée. À l'arrivée de la saison sèche, 1 600 hommes quittèrent Saint-Louis par bateaux et, remontant l'embouchure de la Doué qui entoure l'île de Morfil, pénétrèrent dans le pays rebelle. Le 17 janvier 1863, ils affrontèrent l'armée toucouleur, fortifiée à Touldégal, et furent vaincus ; la colonne continua jusqu'à Mbirboyan, puis atteignit Matam après avoir traversé tout le Fouta Toro. De là, ils retournèrent à Saldé. Sur le chemin du retour, près de Gaoul, dans le Damga, ils livrèrent une nouvelle bataille où l'arrière-garde fut anéantie par les Toucouleurs, mais le reste de l'armée parvint à vaincre les assaillants et à poursuivre son chemin vers le point de départ. À Aram, la baisse des eaux arrêta la flottille et elle fut attaquée des deux côtés, mais les assaillants furent repoussés. Après 45 jours, les troupes revinrent à Saint-Louis le 23 février 1863, avec un bilan de 3 batailles, 16 affrontements, 76 villages détruits, un officier ou 20 soldats tués et 21 autres moururent plus tard de blessures ou de maladie. Le Fouta Toro s'empressa de demander la paix, qui fut signée à Moctar-Salam le 20 mars 1863. Une partie du pays fut annexée à la colonie du Sénégal.
La principauté du Fouta Toro s'étend sur 3 500 km2 ce territoire correspond dans le découpage administratif au département de Matam et des arrondissements voisins de Cas-Cas et Saldé.

## Organisation sociale et territoriale
Le Fouta-Toro est une confédération de neuf provinces dominées par diverses tribus : le Dimar, le Tooro, le Laaw, le Boosoya, le Halayɓe, le Yirlaɓe, le Hebbiya, le Ngenaar, le Damga.
Les ethnies majoritaires sont les Peuls ou Toucouleurs, le Fouta est le grand foyer historique des Peuls.
Socialement, le Fouta était extrêmement hiérarchisé et ce fut un lieu de grands brassages ethniques. Les habitants du Fouta étaient et sont connus, même encore aujourd'hui, pour leur patriotisme.
En plus des guerres intestines entre dynasties, le Fouta-Toro était souvent la cible des razzias des Maures.
Dans le Fouta-Toro existe une hiérarchie au sein de la population particulièrement complexe : ce sont les Toroɓɓe, des sédentaires, musulmans, qui dominent une société composée de divers groupes statutaires et fonctionnels - agriculteurs, pêcheurs, guerriers, etc.

## Économie
Le royaume avait une agriculture florissante. On y cultivait le mil, le riz, divers fruits et légumes. L'élevage était aussi très pratiqué par les Peuls toucouleurs, ainsi que la pêche. Le commerce de la gomme arabique, de l'indigo, des tissus du coton, était pratiqué aussi. Depuis l'époque du Tékrour, le Fouta-toro vivait aussi de la traite trans-saharienne initiée par les Arabes, puis plus tard de la traite atlantique des Européens.

## Complexité historiographique
Le Fouta-Toro souffre de plusieurs problèmes propres à l'Historiographie de l'Afrique. Succédant au royaume médiéval du Tekrour, les sources arabes est détournée par les communautés actuelles dans un contexte où les enjeux nationaux et africanistes de la décolonisation sont au plus haut. L'attitude des populations de Fouta Toro, héritières de ce royaume, est de favoriser l'oubli de l'histoire de Tekrour afin de s'établir comme un seul et même royaume continu.